# IV. Leó pápa
IV. Szent Leó OSB (latinul: Leo), (?, Róma – 855. július 17., Róma) léphetett 104.-ként a római szentatyák trónjára az egyház története során 847. január 27-én. Pontifikátusának központjában a 846-os szaracén támadás sebeinek begyógyítása állt. A Római Hercegség területén sok nélkülöző volt ekkoriban, és a városok, templomok jelentős része is elpusztult. A csodatévőként tisztelt egyházfő jó kapcsolatokat ápolt az egykori Frank Birodalom uralkodóival, és Konstantinápollyal is.

## Élete
Rómában született, apját Radoaldnak nevezték. Szülei elhatározására már korán az egyház közelébe került. Bencés szerzetesként a Szent Márton kolostorban nevelkedett. Nagy tudásra tett szert, és tisztessége miatt IV. Gergely pápa szubdiakónussá szentelte fel az ifjú Leót. Később II. Szergiusz a Santi Quattro Coronati-bazilika bíborosává nevezte ki, és ő volt az egyházfő személyes tanácsadója is. Ezért Szergiusz halála után a római zsinat azonnal egységesen Leót választotta meg utódául 847 januárjában. A szaracénok támadásai miatt azonban nem várhatták meg a császári megerősítést, ezért április 10-én I. Lothár beleegyezése nélkül szentelték fel a Róma egyházmegye püspökének, annak ellenére, hogy Leó akarata ellenére került a pápai trónra.
Amikor 846-ban a pogány szaracén hajóhad megtámadta a Római Hercegséget, mindent feldúltak, és az örök várost is csak erős falai védték meg a kalózok fosztogatásától. Ezért Leó fő feladatának tartotta a pápai állam újraépítését és a városok megerősítését. Kijavíttatta Róma falának sérüléseit, és felújíttatta a város 15 tornyát, amelyek már rég pusztulásra voltak ítélve. Ő volt az első pápa, aki fallal vette körül a Vatikán-dombot. A Tevere folyó partján álló külvárosokat is megerődítette, azóta ezt a városrészt Civitas Leoninanak nevezik, vagyis Leó városának. A hatalmas építkezéseket a pápai patrimóniumokból nem tudta finanszírozni, így a császár és a hercegség lakóinak segítségével sikerült négy év alatt biztos védelmet emelni az örök városnak. A munkálatok 852-ben fejeződtek be Rómában, de a pápa buzdítására a hercegség több városa is erődítményt építtetett magának.
A hatalmas falak épüléséről persze a szaracénok is tudtak, és 849-ben flottát szerveztek a szent város elfoglalására. Az egyelőre védtelen Leó szövetségre lépett Nápoly, Amalfi és Gaeta uraival, és az egyesült flotta Ostiánál legyőzte a pogány hadakat. Miután a falak felépültek, Leó újjáépíttette Porto városát, ahová a Szardíniáról elmenekült keresztényeket telepítette le. Az építkezések azonban nem álltak meg a falak befejeztével. Leó Itáliaszerte több templomot és szent helyet építtetett fel vagy újíttatott meg. Rómában helyreállította a Szent Péter-bazilikát, a Lateránt, az angol-szász palotát, rengeteg templomot, a Santa Maria Antiqua romjain felépítette a Santa Maria Nova templomot és a Quatuor Coronati kolostort is renováltatta.
Uralkodása alatt három zsinatot hívott össze. Az elsőt 850-ben tartotta meg, amelyen jelen volt Ifjabb Lajos is, Lothár császár gyermeke. Leó a császárral egyetértésben Lajosnak ígérte a császári koronát. A gyűlésen egyéb fontos esemény nem történt. 853-ban tartotta meg egyik legfontosabb zsinatát, amelyen az egyházi fegyelem és tanulás kérdésében hozott fontos döntéseket. Igyekezett visszaszorítani a szimóniát, amely elődjei korában virágzott. Ekkor átkozták ki Anasztáz bíborost is. A klérusban többször is rendet kellett teremtenie. Amikor János, Ravenna érseke ellentétes döntéseket adott ki a pápa akaratával, Leó meglátogatta az engedetlen érseket, hogy jobb belátásra bírja. Alig sikerült Ravennában helyreállítani a rendet, amikor egy másik érsek, Hinkmar is Róma ellen foglalt állást. Azonban Hinkmar problémáját már Leó nem tudta orvosolni halála miatt.
Világi személyek is igyekeztek megkeseríteni Leó pontifikátusát. Így Bretagne hercege, Nomenoé haláláig küzdött Kopasz Károly és Leó ellen. A herceg jogtalanul fosztotta meg a breton püspököket hivataluktól, és saját embereit ültette az egyházmegyék élére. Ezen kívül saját metropolitát nevezett ki. Ugyan Nomenoé 851-ben meghalt, a breton püspököket még több évszázadon keresztül nem sikerült a Toursi érsek hatósága alá vonni.
Leó azonban kiváló kapcsolatokat tartott fenn a konstantinápolyi udvarral. De a bizánci uralkodó mellett a pátriárkával, Methodiosszal már összetűzésbe került, amikor az felfüggesztette Aszbesztasz Gergely, szirakuszai püspök hivatalát, mert az egyházmegyéjét túl nyúlva intézkedett személyi kérdésekben. Methodiosz utóda, Ignatiosz is ki akarta közösíteni Gergelyt az egyházból, de a püspök levelet írt Leóhoz, aki megvédte őt. A pápa arra hivatkozott, hogy a vádak nem elég megalapozottak, és mivel a keleti egyház zsinatain egy nyugati pap sem vett részt, azok nem érvényesek.
Nyolc évnyi uralkodás után végül 855. július 17-én halt meg. Szentté avatták, ugyanis a legenda szerint egy borzalmas római tűzvész során Leó imája mentette meg a várost a teljes pusztulástól. Ünnepét július 17-én tartják.

## Művei
- Documenta Catholica Omnia (latin nyelven). (Hozzáférés: 2011. december 6.)